# Il delitto di via Poma (Película)
Il delitto di via Poma (en español, El crimen de la calle Poma) es un telefilm italiano de 2011, estrenado en Canale 5 e inspirado en el caso del asesinato de Simonetta Cesaroni, ocurrido en Roma el 7 de agosto de 1990.

## Sinopsis
El 7 de agosto de 1990, en Roma, Simonetta Cesaroni es asesinada con 29 puñaladas en las oficinas de la AIAG, la Asociación Italiana de Albergues de la Juventud. Niccolò Montella investiga el homicidio. El inspector inspector intentar descubrir el móvil del crimen interrogando a Paola, la hermana de Simonetta; Pietrino Vanacore, el portero del edificio que se suicida en 2010; y el novio, Raniero Busco, que fue inicialmente condenado a 24 años y posteriormente absuelto.

## Audiencia
| Emisión                | Telespectadores | Share  |
| ---------------------- | --------------- | ------ |
| 6 de diciembre de 2011 | 3.882.000       | 14,71% |

## Reparto
- Giulia Bevilacqua como Paola Cesaroni
- Silvio Orlando como el inspector Niccolò Montella
- Michele Alhaique como el inspector Chillemi
- Astrid Meloni como Simonetta Cesaroni
- Giorgio Colangeli como Pietro Vanacore
- Lorenzo Lavia como Mario, el novio de Paola
- Fabrizio Traversa como Raniero Busco
- Massimo Popolizio como el comisario Massimo Del Frate
- Claudio Botosso como procurador
- Alessio Caruso como Claudio Cesaroni
- Imma Piro como Anna Di Giambattista Cesaroni
- Rosa Pianeta como Giuseppa De Luca
- Angelo Maggi como Recchia
- Paolo Buglioni como Volponi
- Vittorio Ciorcalo como Macinati
- Maria Laura Rondanini como la mujer del inspector Montella
- Daniela Piperno como Sibilia
- Paolo Maria Scalondro como agente de los servicios secretos
- Milena Miconi como periodista
- Sebastiano Lo Monaco como el abogado Caracciolo
- Paolo Bernardini como el hijo del portero
- Sergio Graziani como arquitecto
- Daniele Tittarelli como agente especial

- Datos: Q3793728